# Acer taipuense
Acer taipuense é uma espécie de árvore do gênero Acer, pertencente à família Aceraceae.